# 杭州高德置地广场
30°14′46.0″N 120°12′13.4″E / 30.246111°N 120.203722°E
杭州高德置地广场是位于杭州钱江新城的高层商业建筑。由杭州高德置地有限公司开发。为钱江新城的新地标性建筑。

## 简介

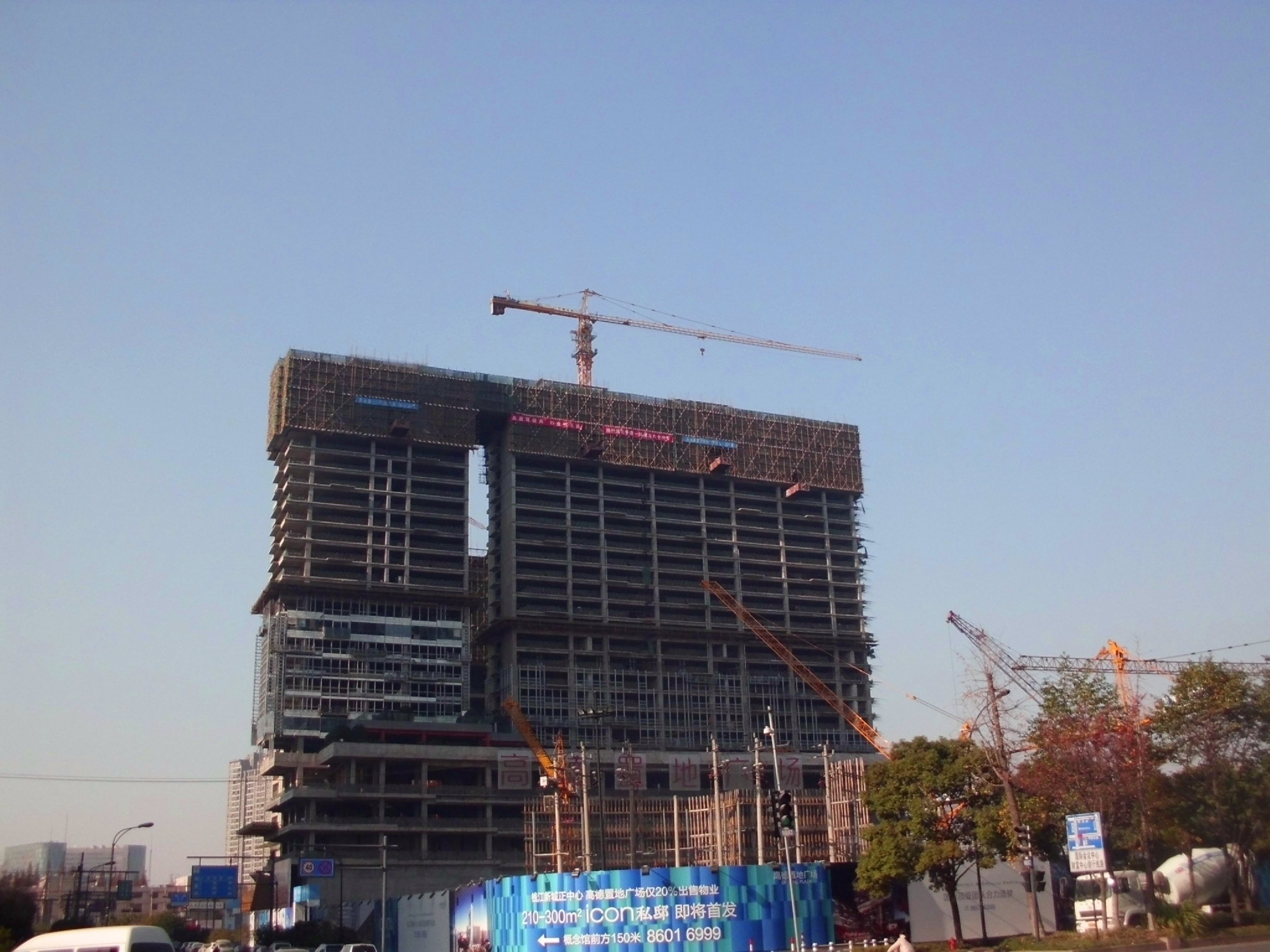
建设中的广场大楼，2013年12月

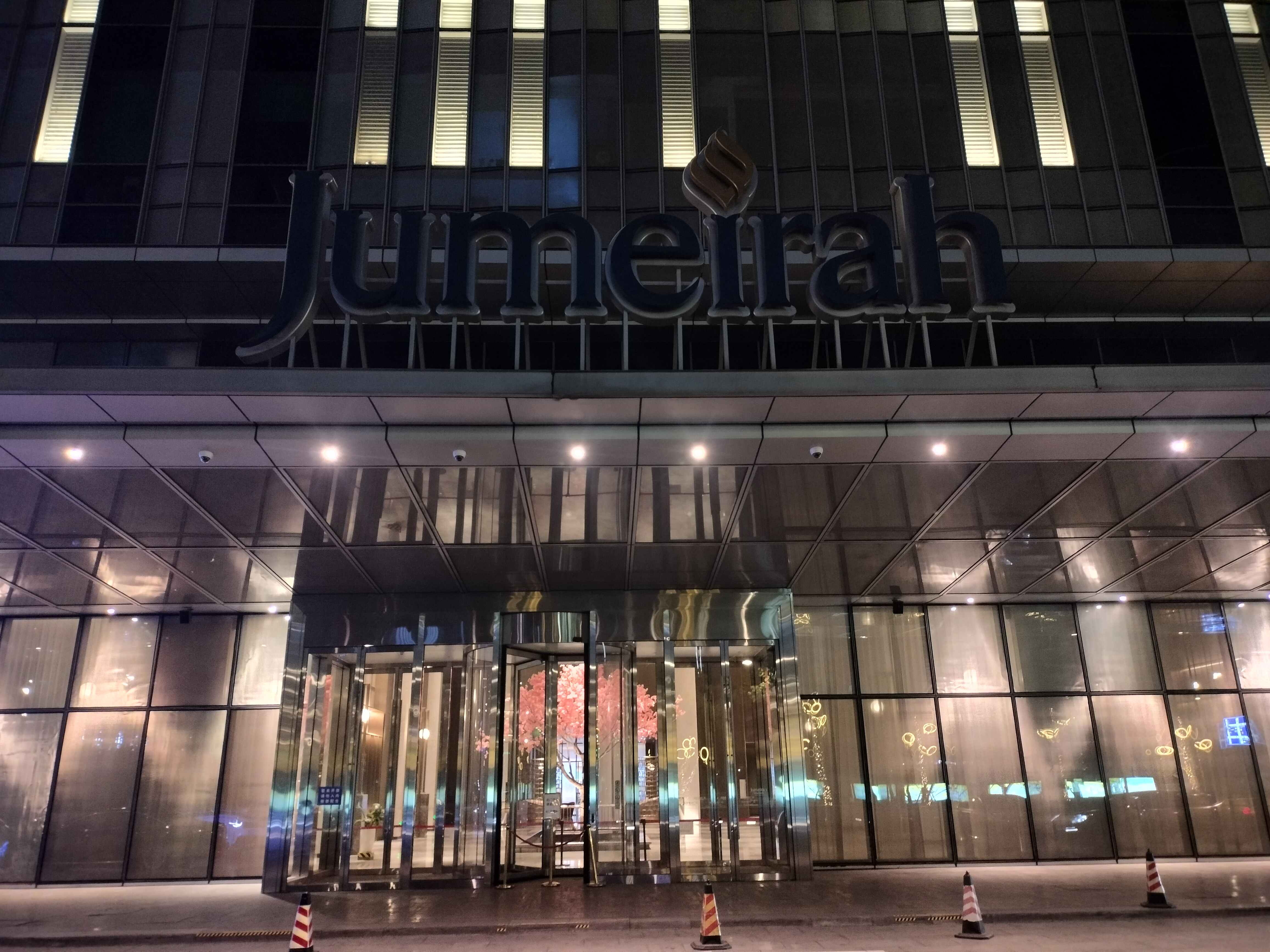
杭州卓美亚酒店

广场占地面积3.7万平米，总建筑面积41万平米。项目包括杭州卓美亞酒店（高200米共44层，建筑面积为15万平米）、超级购物中心、甲级写字楼、酒店式写字楼。
南临富春路，北靠市民路，东临解放东路，西接香樟路。毗邻市民中心和浙江财富金融中心。
整个工程预计成本6亿人民币，2010年上半年开工，2017年竣工，商场于2019年开业。
杭州卓美亚酒店于2024年开业。

## 设计
高德置地广场由SOM建筑设计事务所担纲建筑设计，采用“站立的西湖”理念，选取材质各异的玻璃，经过切面处理和反射实验，营造出宛若西湖水面波光粼粼的建筑立面效果。商场六层的天花板上设置有水景“印象小西湖”。商场内部则布满绿植，营造出森林效果。
- 中庭
- 种有植物的中庭
- 商场屋顶露天公园
- 利用水折射效果的自然采光